# Idiops cambridgei
Espèce
Idiops cambridgei est une espèce d'araignées mygalomorphes de la famille des Idiopidae.

## Distribution
Cette espèce est endémique du département de Cundinamarca en Colombie,. Elle se rencontre vers Bogota.

## Description
La femelle décrite par Fonseca-Ferreira, Guadanucci, Yamamoto et Brescovit en 2021 mesure 12,9 mm.

## Étymologie
Cette espèce est nommée en l'honneur d'Octavius Pickard-Cambridge.

## Publication originale
- Ausserer, 1875 : « Zweiter Beitrag zur Kenntniss der Arachniden-Familie der Territelariae Thorell (Mygalidae Autor). » Verhandlungen der kaiserlich-königlichen zoologisch-botanischen Gesellschaft in Wien, vol. 25, p. 125-206 (texte intégral).